# Venta dos Icenos

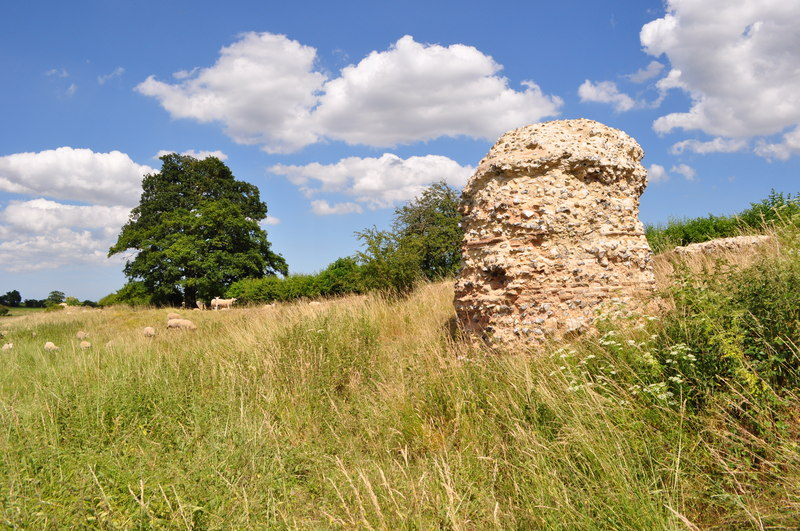
Ruínas defensivas

Venta dos Icenos (em latim: Venta Icenorum; lit. "cidade de mercado dos icenos") foi um antigo centro urbano localizado no atual condado de Norfolk, na Inglaterra, civitas romana e capital da tribos dos icenos, povo que habitava as regiões de planície e pantanosas daquele condado, e que se tornaram célebres por sua revolta contra o domínio romano, liderados por sua rainha, Boudica (ou Boadiceia), no inverno de 61 d.C. Após o fracasso da revolta as legiões romanas massacraram e escravizaram a maioria daquele povo, e forçaram os sobreviventes a abandonaram seus costumes tribais e viver numa cidade planejada de acordo com os moldes romanos. As regiões pouco povoadas em torno da cidade atraíram muitos migrantes germânicos, especialmente os anglos do leste, que posteriormente colonizariam o local, expulsando os últimos britânicos icênicos da região.
A cidade, mencionada na Cosmografia de Ravena, e no Itinerário de Antonino, localizava-se nas proximidades da vila moderna de Caistor St. Edmund, a cerca de cinco quilômetros de Norwich, próximo ao henge da Idade do Bronze em Arminghall, nas margens do rio Tas. Algumas ruínas, especialmente as que se localizavam às margens do rio, ainda podem ser vistas hoje em dia. Suas ruínas (British National Grid ref TG230034) estão sob os cuidados do Norfolk Archaeological e são administradas pelo Conselho de Norfolk do Sul.